# Heidenkreuz

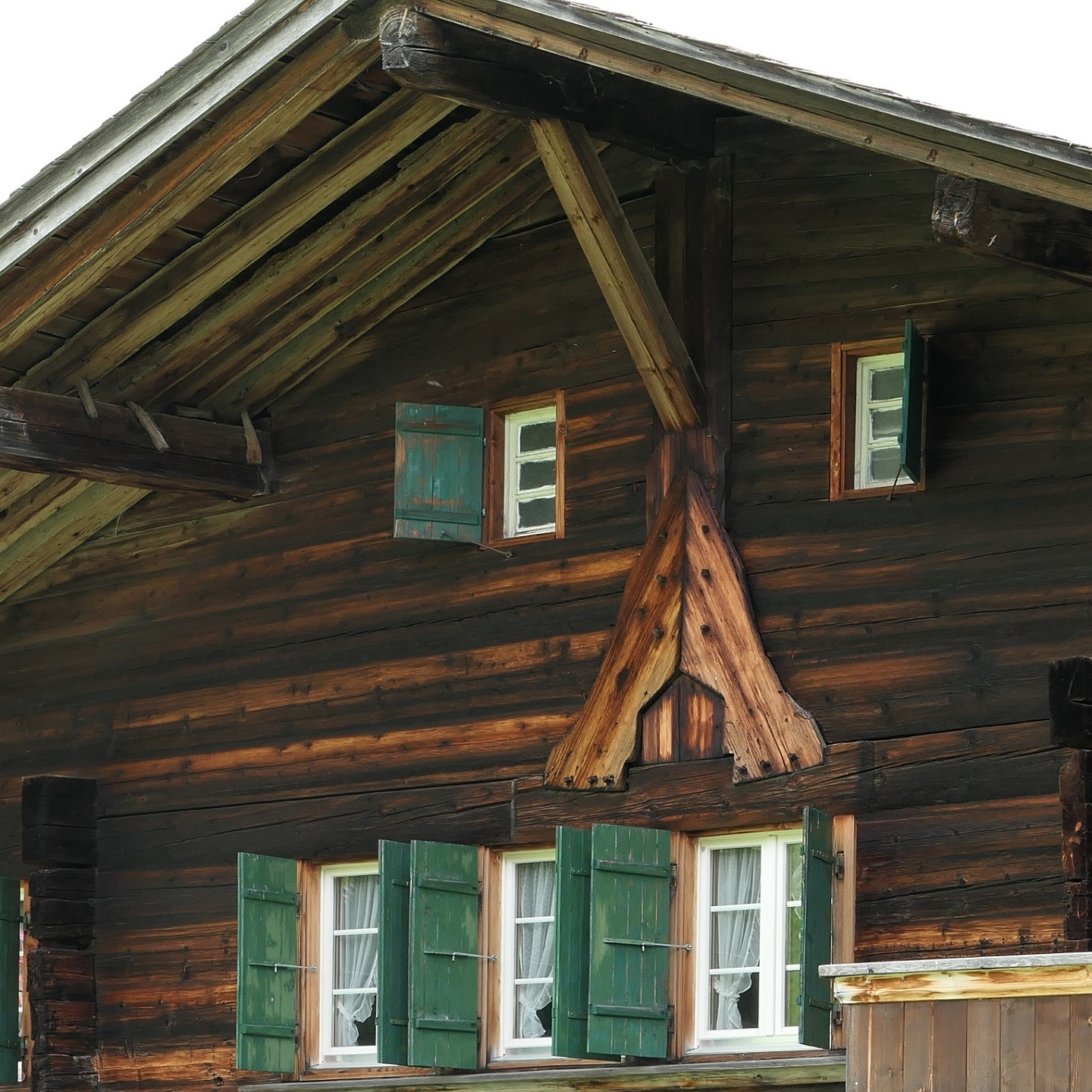
Heidenkreuz an Ey Nr. 912, Lenk, Obersimmental

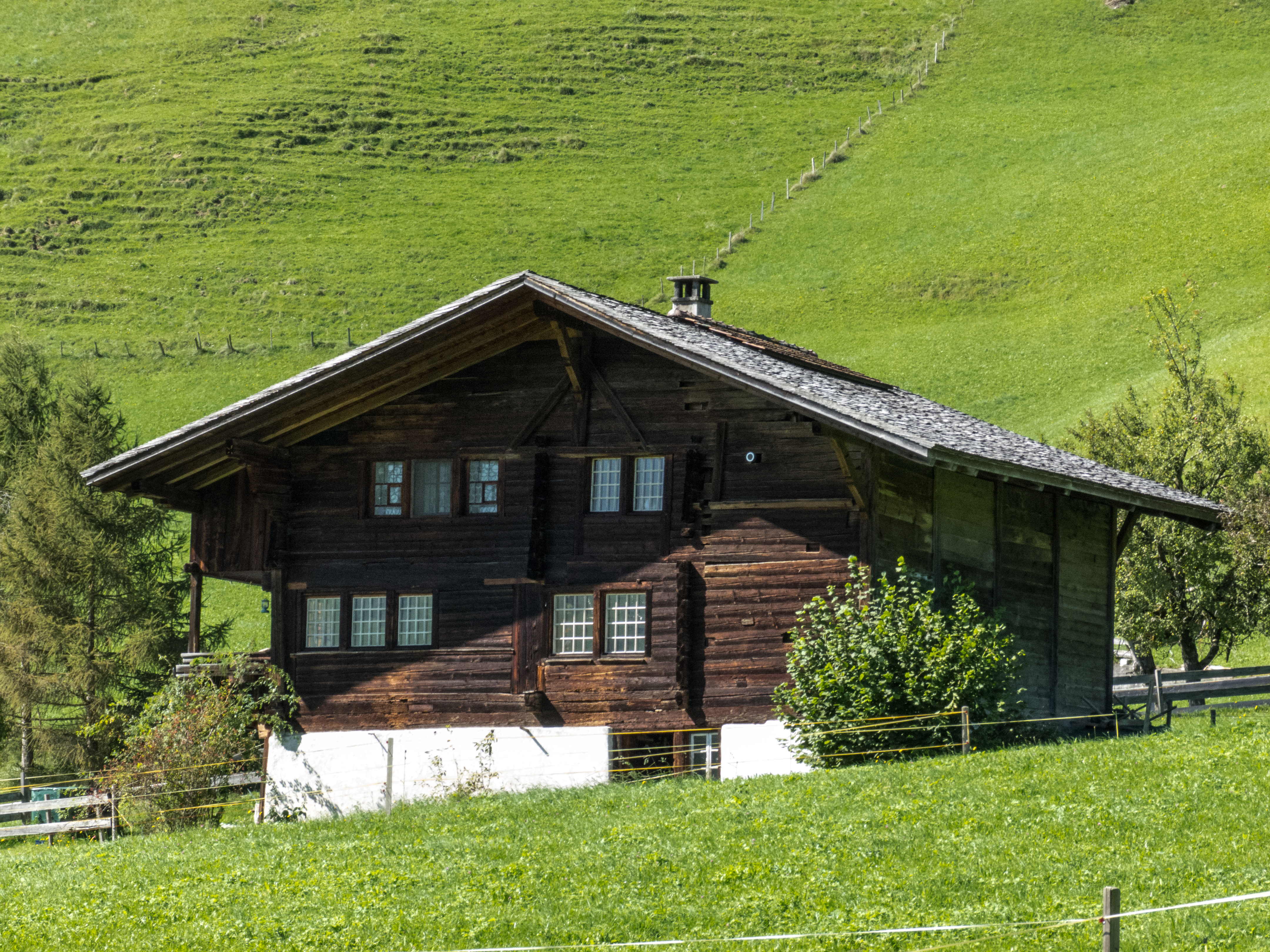
«Alte Kaplanei», Reichenbach im Kandertal

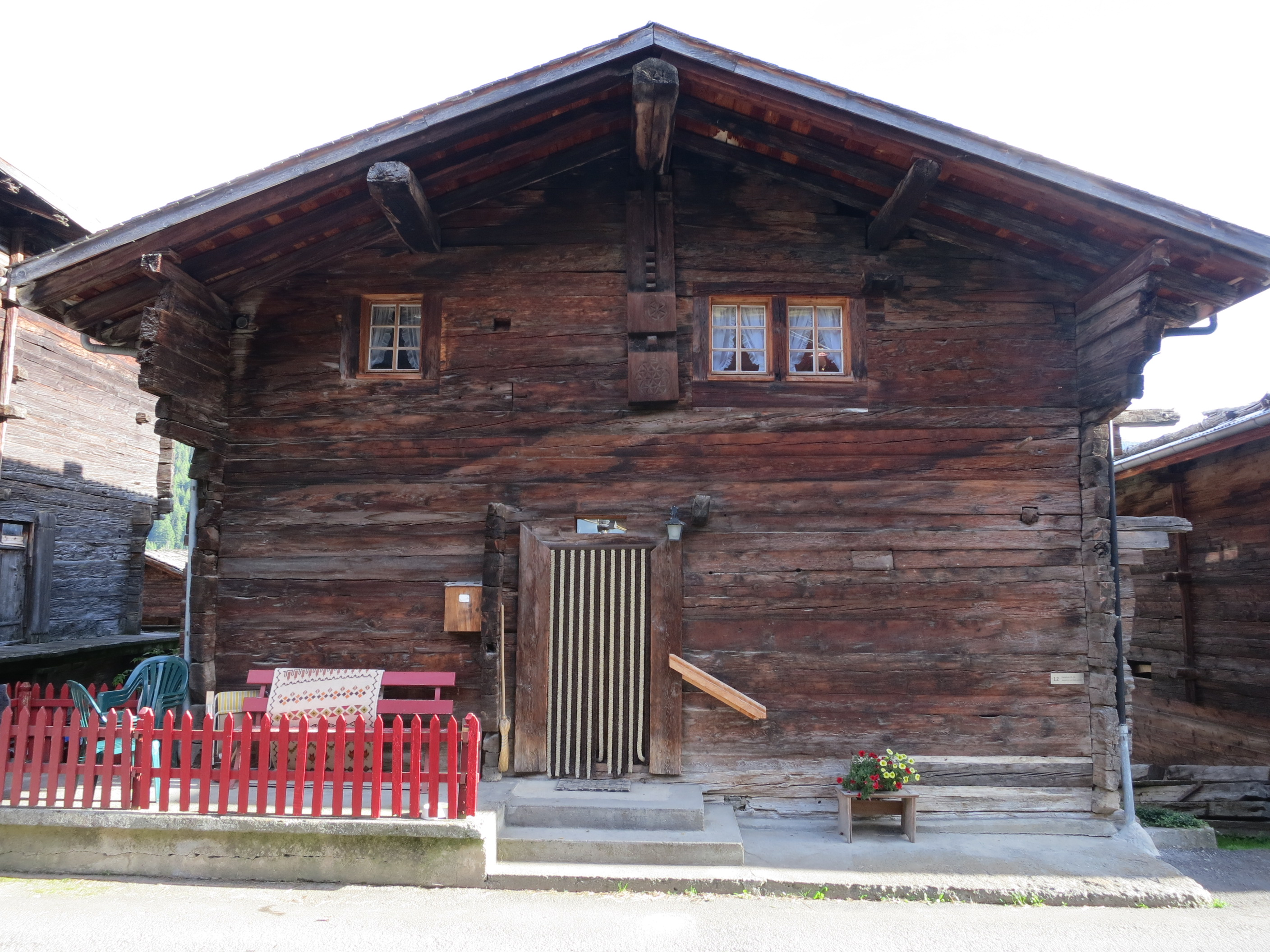
Heidenkreuz und Balkenkamin, Obergommerhaus in Reckingen

Als Heidenkreuz werden spätmittelalterliche Konstruktionselemente des Holzbaus bezeichnet. Um 1500 erbaute Holzhäuser zeigen Firstpfostenstreben in dreieckiger Form oder reliefartige Kreuze an der Fassade.

## Beschreibung
Der Haustyp des Simmentaler Bauernhauses ist eine Mischbauweise aus Ständer- und Blockbauweise. Um 1500 wurde das Firstholz von ausgeprägten Giebelpfosten getragen. Diese wurden durch «kunstvoll eingefügte» Seitenverstrebungen abgestützt. Diese Bretterstreben oder Fusshölzer hatten die Aufgabe, das seitliche Umkippen des Giebelpfostens beim Aufsetzen des Firsts zu verhindern. Die Konstruktionsweise diente auch der Versteifung der Giebelwand. Da alle Häuser dieser Bauart nicht mit einer Jahreszahl gekennzeichnet sind, wurde ihr Alter dendrochronologisch datiert. Das «Haus Kernen» in Bächlen bei Diemtigen wurde so auf die Bauzeit zwischen 1507 und 1510 datiert. Das «Heidehus», Ringoldingen «Nr. 429» stammt aus den Jahren 1491/92. Es gilt als «ein archaisches Unikum».
Die alten Häuser wurden im Volksglauben in eine «ferne Heidenzeit» versetzt und ihre auffällige Firstpfostenstreben als «Heidenkreuz» bezeichnet. «Romantisch angehauchte» Hausforscher des 19. Jahrhunderts nahmen an, diese Kreuze seien zur Abwehr böser Geister angebracht worden.
In späteren Jahren wurde der Giebelpfosten verkürzt oder ganz durch eingewättete Sattelhölzer ersetzt. Die Konsolbalken des Firstes und der flankierenden «Schneefirste» wurden im 16. Jahrhundert oft mit Stäbchengruppen oder Kreuzen verziert. Zu den Kreuzformen gehörten eingekerbte griechische, Andreas- oder Doppelkreuze.
Die «Heidenkreuze» am Obergommerhaus im Bezirk Goms im Kanton Wallis haben eine andere Herkunft. Die zwei Meter langen Firstständer (Ständerstud) in der Giebelfassade zeigen reliefartige Kreuze auf dem Ständer, die Heidenkreuze (Heidechriz, Heidechriiz) genannt werden. Dieses kommt auch noch in Verbindung mit Balkenkaminen vor. – Dagegen sind die entsprechenden Rauchlöcher im Simmental verschlossen worden und durch Kamine neuerer Bauart ersetzt worden.

## Beispiele

### Heidenkreuze am Simmentaler Bauernhaus
- Ringoldingen Nr. 429 – «Heidehus», Erlenbach; datiert auf 1491/92
- Ey Nr. 912, Lenk, «wertvollster Bau» in Ey und ältestes Gebäude am Obersimmentaler Hausweg; vor 1520 errichtet[6]
- Mannried, «Haus 9» am Obersimmertaler Hausweg, Zweisimmen; erbaut 1520

### Heidenkreuz im Kandertal
- «Alte Kaplanei» in Reichenbach, auch «Heidenhaus» genannt; erbaut um 1500

### Heidenkreuz in Wohlen bei Bern
- Speicher «Nr. 48» in Möriswil; erbaut vor 1700

### Heidenkreuz im Toggenburg
- Zwinglis Geburtshaus in Wildhaus, Tätschhaus mit Schwaardach und Heidenkreuz; erbaut im 15. Jahrhundert[7]

### Heidenkreuze am Obergommerhaus
«Heidenhäuser» mit «Heidechriz» finden sich in:
- Mühlebach VS
- Reckingen VS
- Steinhaus VS

## Fussnoten
1. ↑  Das Heidenkreuz hat die Form eines einfachen Dreiecks.
2. ↑  Die Öffnung neben dem linken Fenster ist der Balkenkamin.
3. ↑  Christian Rubi: Das Simmentaler Bauernhaus. Bern 1980. S. 9–10.
4. ↑  Christian Rubi: Das Simmentaler Bauernhaus. Bern 1980. S. 9.
5. ↑  Christian Rubi: Das Simmentaler Bauernhaus. Bern 1980. S. 11–17.
6. ↑  hauswege.ch: Obersimmertaler Hausweg. Haus 30, Ey, Nr. 912. (abgerufen am 19. Oktober 2021)
7. ↑  tagblatt.ch: Historisch wertvolles Gebäude. (31. Juli 2013; abgerufen am 15. Januar 2022)